# Смяна на местата
„Смяна на местата“ (на английски: Trading Places) е комедия от 1983 г. на режисьора Джон Ландис. В главните роли са Еди Мърфи и Дан Акройд.
 Внимание:  Текстът по-долу разкрива сюжета на произведението (или части от него)!
Били Рей Валънтайн (Еди Мърфи) е дребен мошеник от гетото, а Луис Уинторп III (Дан Акройд) е преуспяващ инвеститор. Богатите братя Дюк (Дон Амичи и Ралф Белами) се обзалагат дали Били Рей има шанс да преуспее на мястото на Луис и дали Луис би изгубил всичко, ако трябва да се справи сам на улицата. Двамата братя нагласят нещата така, че всеки от двамата главни герои да попадне на мястото на другия.
Били Рей и Луис се срещат и разбират, че са пионки в игрите на двамата богаташи и решават да им отмъстят.